# Ciruelos de Cervera (kommunhuvudort)
Ciruelos de Cervera är en kommunhuvudort i Spanien.   Den ligger i provinsen Provincia de Burgos och regionen Kastilien och Leon, i den centrala delen av landet, 170 km norr om huvudstaden Madrid. Ciruelos de Cervera ligger 1 021 meter över havet och antalet invånare är 139.
Terrängen runt Ciruelos de Cervera är platt åt sydväst, men åt nordost är den kuperad. Runt Ciruelos de Cervera är det mycket glesbefolkat, med 6 invånare per kvadratkilometer. Närmaste större samhälle är Caleruega, 9,6 km söder om Ciruelos de Cervera. Trakten runt Ciruelos de Cervera består till största delen av jordbruksmark.